# Tromity
Tromity (deutsch Tromitten) ist ein Ort in der polnischen Woiwodschaft Ermland-Masuren. Er gehört zur Gmina Bartoszyce (Landgemeinde Bartenstein) im Powiat Bartoszycki (Kreis Bartenstein (Ostpr.)).

## Geographische Lage
Tromity liegt in der nördlichen Mitte der Woiwodschaft Ermland-Masuren, 24 Kilometer südlich der früheren und heute auf russischem Hoheitsgebiet gelegenen Kreisstadt Friedland (russisch Prawdinsk) bzw. sechs Kilometer östlich der heutigen Kreismetropole Bartoszyce (deutsch Bartenstein).

## Geschichte
Der damalige Tramitten genannte Gutsort wurde 1346 gegründet und hieß danach Trummytin, nach 1354 Thromiten, nach 1376 Solnicwangen, nach 1414 Trommitten, nach 1570 Pröcken und nach 1644 Tromitten. 1570 war Leonard von Pröck Besitzer des Gutes, 1632 Fabian von Kösten, 1665 bis 1715 Familie von Schlubhut, 1716 Friedrich Rehe, 1730 Familie von Goldberg, und ab 1841 Familie Rohde. Im Jahre 1874 wurde das Dorf in den neu errichteten Amtsbezirk Kinkeim (polnisch Kinkajmy) im ostpreußischen Kreis Friedland (er hieß ab 1927 „Kreis Bartenstein“) eingegliedert. Im Jahre 1910 zählte Tromitten 162 Einwohner.
Am 30. September 1928 veränderte sich der Gutsbezirk Tromitten in die Landgemeinde Tromitten, als sich zu dieser die Nachbarorte Aßmanns (polnisch Witki), Fuchshöfen (Lisówka) und Mekienen (Mekiny) mit Tromitten zusammenschlossen. Die Einwohnerzahl dieser auf solche Weise neu formierten Gemeinde belief sich im Jahre 1933 auf 401 und im Jahre 1939 auf 355.
Die Familie Rohde war bis 1945 Eigentümer des Guts Tromitten, das in jenem Jahr 647 Hektar umfasste, darunter 431 Hektar Acker, 98 Hektar Weide, 65 Hektar Wiese und 45 Hektar Wald.
Das gesamte südliche Ostpreußen wurde 1945 in Kriegsfolge an Polen überstellt. In diesem Zusammenhang erhielt Tromitten die polnische Namensform „Tromity“ und ist heute ein Teil der Landgemeinde Bartoszyce (Bartenstein) im Powiat Bartoszycki (Kreis Bartenstein (Ostpr.)), von 1975 bis 1998 der Woiwodschaft Olsztyn, seither der Woiwodschaft Ermland-Masuren zugehörig.

## Religion

### Christentum
Bis 1945 war Tromitten in die evangelische Stadtkirche Bartenstein in der Kirchenprovinz Ostpreußen der Kirche der Altpreußischen Union, außerdem in die römisch-katholische Kirche St. Bruno in der Kreisstadt im damaligen Bistum Ermland eingepfarrt.
Der Bezug zur Kreisstadt besteht kirchlicherseits auch heute für Tromity, wobei Bartoszyce katholischerseits heute dem Erzbistum Ermland zugeordnet und evangelischerseits eine Filialgemeinde der Johanneskirche in Kętrzyn (Rastenburg) in der Diözese Masuren der Evangelisch-Augsburgischen Kirche in Polen ist.

## Verkehr
Tromity liegt an einer Nebenstraße, die Bartoszyce mit Wiatrowiec (Wöterkeim) verbindet. 
Von 1867 bis 1945 war Tromitten Bahnstation an der Bahnstrecke (Königsberg–) Preußisch Eylau–Bartenstein–Rastenburg–Lyck (–Białystok). Die Station wurde 1945 aufgegeben und das Stellwerksgebäude unmittelbar nach dem Krieg gesprengt. Daran erinnern heute nur noch Trümmerteile. Eine Bahnanbindung besteht somit nicht.

## Persönlichkeiten

### Aus dem Ort gebürtig
- Peter Anton von Korff (1787–1864), preußischer Generalleutnant